# Edward Pierson Ramsay
Edward Pierson Ramsay (3 de diciembre de 1842 - 16 de diciembre de 1916) fue un zoólogo australiano especializado en ornitología.

## Biografía
Pierson nació en Sídney en 1842 y estudió medicina entre 1863 y 1865 en la Universidad de Sídney, pero no se graduó.
A pesar de nunca tener formación científica formal en zoología, Ramsay tenía un gran interés en la historia natural y publicó muchos artículos. En 1863 fue tesorero de la «Sociedad Entomológica de Nueva Gales del Sur», contribuyó en un documento para la "Oology of Australia" de la «Sociedad Filosófica» en julio de 1865, y cuando esta sociedad se fusionó con la Real Sociedad de Nueva Gales del Sur, fue hecho miembro vitalicio en reconocimiento a la labor que había hecho por la «Sociedad Filosófica».
En 1868 inicio junto a sus hermanos una plantación azucarera en Queensland, la cual no tuvo éxito. Ramsay fue uno de los miembros fundadores de la «Linnean Society of New South Wales» en 1874, y un miembro de su consejo desde el principio hasta 1892. Se convirtió en el primer conservador de origen australiano del «Museo Australiano» y construyó una colección con gran variedad de armas nativas, vestidos, utensilios y adornos que ilustran la etnología de la Polinesia y Australia. Desde 1876 hasta 1894, cuando tuvo que renunciar debido a su deteriorada salud, publicó un "Catalogue of the Australian Birds in the Australian Museum at Sydney" en cuatro partes.
En 1883 Ramsay viajó a Londres para asistir a la "International Fisheries Exhibition". En ese tiempo conoció al cirujano militar Francis Day, que había recogido peces durante varias décadas en la India, Birmania, Malasia y otras áreas en el sur de Asia. Ramsay negoció la compra de una parte de la colección de Day, incluyendo cerca de 150 de sus especímenes tipo.
Luego de su renuncia como conservador, Ramsay sirvió al «Museo Australiano» como "ornitólogo consultor" hasta 1909. Murió el 16 de diciembre de 1916 en Sídney.

## Abreviatura (zoología)
La abreviatura Ramsay  se emplea para indicar a Edward Pierson Ramsay como autoridad en la descripción y taxonomía en zoología.

### Otras fuentes
- Serle, Percival (1949). «Ramsay, Edward Pierson». Dictionary of Australian Biography. Sídney: Angus and Robertson.